# No Reply
«No Reply» (с англ. — «Нет ответа») — песня группы «Битлз», вошедшая в четвёртый британский альбом группы Beatles for Sale и в американский альбом Beatles ’65. Песня была написана большей частью Джоном Ленноном, авторство приписано Леннону и Маккартни.

## Песня
Песня повествует о молодом человеке, который не может дозвониться своей девушке (которая, вероятно, изменила ему), несмотря на то, что она, как уверен герой, находится дома.
В своём последнем большом интервью Леннон сказал, что текст песни был навеян ему песней «Silhouettes», записанной в 1957 году группой The Rays.
В своей книге «Revolution in the Head» известный исследователь творчества «Битлз» Иэн Макдональд отметил, что текст средней секции («If I were you, I’d realize that I love you more than any other guy; and I’d forgive the lies that I heard before, when you gave me no reply») являлся наиболее «мощным» фрагментом из всех песен «Битлз» на то время.
Песня написана в тональности до мажор и имеет обычную для множества популярных песен структуру AABA (куплет — куплет — средняя секция — куплет) без припевов.

## Запись песни
Изначально Леннон планировал отдать эту песню Томми Куикли (подопечному Брайана Эпстайна), поэтому сначала группа записала лишь демоверсию песни. Эта запись состоялась 3 июня 1964 года, причём за ударной установкой вместо Ринго Старра (у которого была ангина) сидел Джимми Никол. Томми Куикли, однако, не стал записывать эту песню; впоследствии упомянутая демозапись вошла в подборку Anthology 1.
Собственно песня (уже с участием Старра) была записана 30 сентября на студии «Эбби Роуд»; в общей сложности было записано восемь дублей. Записывая пятый дубль, группа попыталась исполнить среднюю секцию дважды (что удлинило бы песню на минуту), однако потом от этой идеи отказались.
Изначально Леннон намеревался исполнить более высокую партию в гармонически богатых фрагментах песни, однако при записи оказалось, что его голос не в порядке, поэтому верхние ноты исполнял Маккартни.
В записи участвовали:
- Джон Леннон — дважды записанный и сведённый вокал, ритм-гитара, хлопки
- Пол Маккартни — подголоски, бас-гитара, хлопки
- Джордж Харрисон — ритм-гитара, хлопки
- Ринго Старр — ударные, хлопки
- Джордж Мартин — фортепиано

## Интересный факт
- Текст песни был чистой фантазией, так как в Великобритании начала 1960-х телефоны для молодёжи были практически недоступны[8]. Сам Леннон в одном из интервью признался, что он «не звонил девушке ни разу в жизни. Потому что телефоны не были частью жизни британских подростков»[5].